# Christina Obergföll
Christina Obergföll (nascuda el 22 d'agost de 1981 a Lahr (Selva Negra), Baden-Württemberg, Alemanya) és una javelinista. El seu millor llançament va ser de 69,05 metres. D'aquesta manera va conquistar el 18 d'agost de 2013 la medalla d'or de llançament de javelina al Campionat Mundial d'Atletisme de 2013 de Moscou, Rússia.